# جلكى تشيلية
جلكى تشيلية (الاسم العلمي: Mordacia lapicida) (بالإنجليزية: Chilean lamprey)‏ هي نوع من اللافكيات تتبع جنس الجلكى العاضة من فصيلة الجلكيات العاضة.